# مايكل وريخ
مايكل وريخ (25 مايو 1956 – 9 أغسطس 1999)، المعروف أيضًا باسم "رجل وحيد القرن"، ناشط كيني في مجال الحفاظ على البيئة. اشتهر من خلال جولاته الطويلة لجمع التبرعات في منطقة البحيرات الكبرى الأفريقية وخارجها. بدأ حملته بعد أن عرف كيف انخفض وجود وحيد القرن الأسود في إفريقيا شكل كبير. أينما حل، قوبل وصوله بالكثير من الضجة العامة واهتمام وسائل الإعلام. ساعد هذا في جمع الأموال للحفاظ على وحيد القرن والثدييات الأفريقية المهددة بالانقراض.

## النشاط
بدأت مسيرة وريخ الأولى في 27 ديسمبر 1982. واستغرقت مسيرته من مسقط رأسه مومباسا إلى نيروبي 27 يومًا. في مارس 1985 بدأ مسيرته الدولية الأولى من كمبالا إلى دار السلام، وفي النهاية مومباسا، حيث وصل في 25 مايو.
تجول فيريخ بعد ثلاث سنوات في عام 1988في عدة بلدان في أوروبا، بما في ذلك إيطاليا وسويسرا وألمانيا الغربية. انتهى سيره البالغ 3000 كيلومتر عند درج مدخل متحف التاريخ الطبيعي في لندن في 14 سبتمبر 1988.
كما زار وريخ الولايات المتحدة في عام 1991، حيث أجرى نزهة على الأقدام في حديقة حيوان سان دييغو. أقام جولتي "مشي وحيد القرن" في عام 1993 في تايوان، الدولة الاستهلاكية سيئة السمعة لقرون وحيد القرن.
على الرغم من أن كان يسير بمفرده، إلا أنه غالبًا ما كان معه مشاركين في المشي ومرشدين. حظيت حملته بدعم Nehemiah Rotich [الإنجليزية].
نحميا روتيتش (رئيس جمعية الحياة البرية في شرق إفريقيا (EAWLS)) وريتشارد ليكي وخوانيتا Juanita Carberry [الإنجليزية] والأمير فيليب والأمير بيرنهارد، من بين آخرين.

## الحياة الخاصة
ولد مايكل سامبسون وريخ في 25 مايو 1956 في مومباسا، وهو ابن إيمانويل ويريكي. قضى حياته المبكرة في نيروبي مع إخوته غير الأشقاء ماري وسوزان وديفيد. تحت تأثير الرعاية والتوجيه اللطيف للزوجة الثانية المولودة في بريطانيا لإيمانوال ويريك، شيلا مارغريت ويريك (ني لويس )، بدأ اهتمامه الدائم بقضايا الحماية. بحلول سن الحادية عشرة، كان لديه مجموعة كبيرة من الثعابين والزواحف والحرباء التي أُنقذت والتي تعيش في حظائر في شقة الأسرة المكونة من غرفتي نوم في منطقة The Westlands [الإنجليزية] السكنية في نيروبي. بدأ تعليمه في مدرسة هوسبيتال هيل الابتدائية (في منطقة باركلاندز في نيروبي)، التي شهدت في ذلك العمر اهتمامه بالزواحف، وإدخال الثعابين الأليفة إلى المدرسة، بالإضافة إلى التأكد من أن العديد من أصدقائه في المدرسة كانوا تعلموا كيفية "رعاية" بعض زواحفه في رحلاتهم المدرسية القديمة (كان من المعروف أن أكثر من ثعبان قد برز رأسه من خلال حفرة المحبرة أثناء الدرس!!). ذهب إلى المدرسة الثانوية في مدرسة سانت جورج الثانوية، جيرياما مدرسة برعاية كاثوليكية في موابايا نيوندو كالوليني.
عمل فيريخ بين عامي 1972-1975 في حصن جيسوس، مومباسا. فهرس المخزن الكبير لعاج الفيلة وقرون وحيد القرن التي صيدت بشكل غير قانوني. قادته مشاهدة أطنان العاج وقرون وحيد القرن المسلوقة، إلى البدء في جمع التبرعات. يعتقد وريخ أن حلول الحفظ لن تعمل إلا بمشاركة نشطة من السكان المحليين. لقد عاش الكينيون دائمًا جنبًا إلى جنب مع الحياة البرية، بينما كان مفهوم قتل الحيوانات من أجل الرياضة أو الصيد غير المشروع من أجل الربح مدفوعًا بتأثيرات من خارج حدود كينيا. خلال مسيرة جمع الأموال عبر منطقة البحيرات الكبرى الأفريقية، لم يحمل ويريخ المال أبدًا ولكنه اعتمد على حسن نية الكينيين العاديين الذين يعيشون في الأدغال لإطعامه وإيوائه. كان سكان الريف هم المجموعة المستهدفة الأولية لـوريخ. شكل سكان الريف المدركون لما كان يحدث في منطقتهم المحلية خط الدفاع الأول ضد الصيادين.
توفي وريخ في 9 أغسطس 1999 بعد إصابته بجروح في هجوم بالقرب من منزله أثناء مغادرته للعمل. كان أرمل وقت وفاته وترك ابنتين (أكاسيا وكورا). دُفن في مقبرة إيمانويل، كيسوني، مومباسا. تأسس صندوق مايكل وريخ في ذاكرى وفاته. بالإضافة إلى ذلك، تبرعت EAWLS بجائزة مايكل وريخ السنوية.

## الجوائز

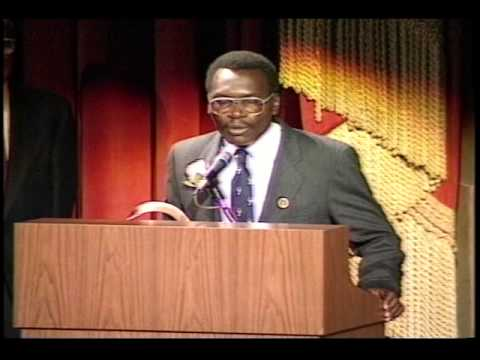
مايكل وريخ

حصل وريخ على العديد من الجوائز ، بما في ذلك جائزة 500 العالمية من برنامج الأمم المتحدة للبيئة.
- جائزة غينيس ستاوت جهد (1983)
- جائزة ديفيد شيلدريك التذكارية (1984)
- جائزة عمل الأحذية (1985)
- جائزة EAWLS للحماية (1986)
- جائزة اليونيب العالمية 500 (1989)
- جائزة جولدمان البيئية (1990)
- إدي باور أبطال الأرض (1991)
- ميدالية الحفاظ على مجتمع علم الحيوان في سان دييغو (1991)
- أفريقي من الألفية "جائزة بي بي سي (1999) - بعد وفاته

## روابط خارجية
- تذكر رجل وحيد القرن
- جائزة جولدمان - مايكل ويريك